# Келчевиці-Марийські
Келчевиці-Марийські (пол. Kiełczewice Maryjskie) — село в Польщі, у гміні Стшижевиці Люблінського повіту Люблінського воєводства.
Населення — 282 особи (2011).

## Демографія
Демографічна структура станом на 31 березня 2011 року:
|          | Загалом | Допрацездатний вік | Працездатний вік | Постпрацездатний вік |
| -------- | ------- | ------------------ | ---------------- | -------------------- |
| Чоловіки | 106     | 19                 | 71               | 16                   |
| Жінки    | 176     | 20                 | 113              | 43                   |
| Разом    | 282     | 39                 | 184              | 59                   |